# حزقيال كارلوس مورينو
حزقيال كارلوس مورينو هو لاعب كرة قاعدة كوبي، ولد في 28 سبتمبر 1975.